# Tyrake
Tyrake o Tyrakinai era una città antica della Sicilia sud-orientale. Ne fa menzione Stefano di Bisanzio nel suo dizionario geografico Ethnikà, dicendo: “Tyrakinai, città della Sicilia, piccola ma ugualmente  prospera. Alessandro di Efeso la chiama Tyrake nel suo poema geografico "Europa". I suoi abitanti si chiamano Tiracinensi (Tyrakinaios in greco, Tyracinensis in latino)”.
Troviamo questo nome (Tyrakion) nell'itinerario dei theoroi di Delfi, e il suo nome è fatto dopo Eloro e prima di Kamarina, quindi è facile ipotizzare che la città si trovasse proprio tra queste due colonie siracusane.
Inoltre lo stesso Plinio il Vecchio la inserisce tra le civitates stipendiariae, il che conferma la ricchezza di questo piccolo centro siculo ellenizzato, tale da farla diventare tributaria rispetto a Roma.
Un'ipotesi è che si trattasse della città che sorgeva sull'antico sito archeologico di Cava d'Ispica, che per l'estensione della necropoli doveva trattarsi di un importante centro in quanto vicino al mare e inserito in una cava dei Monti Iblei. Il che conferma appunto la vicinanza con Kamarina e Eloro nell'itinerario dei theoroi di Delfi.